# Tefra

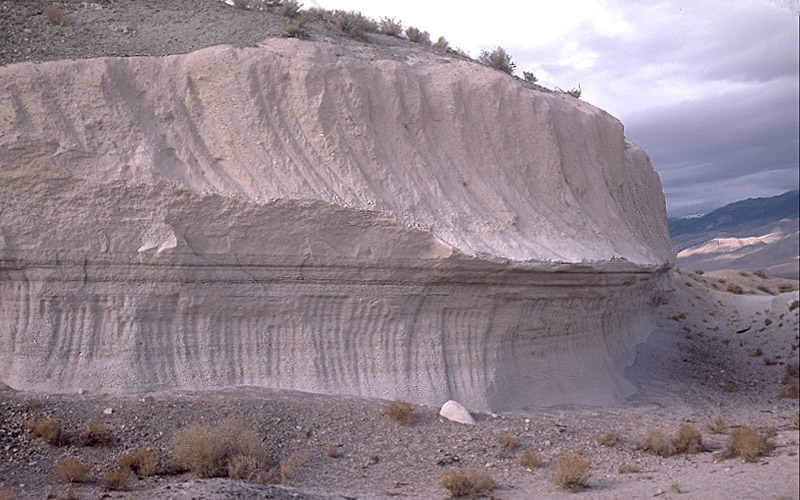
Tufa, a vulkáni porból és hamuból létrejött szilárd törmelékanyag kőzete, Chalfant Valley, Kalifornia

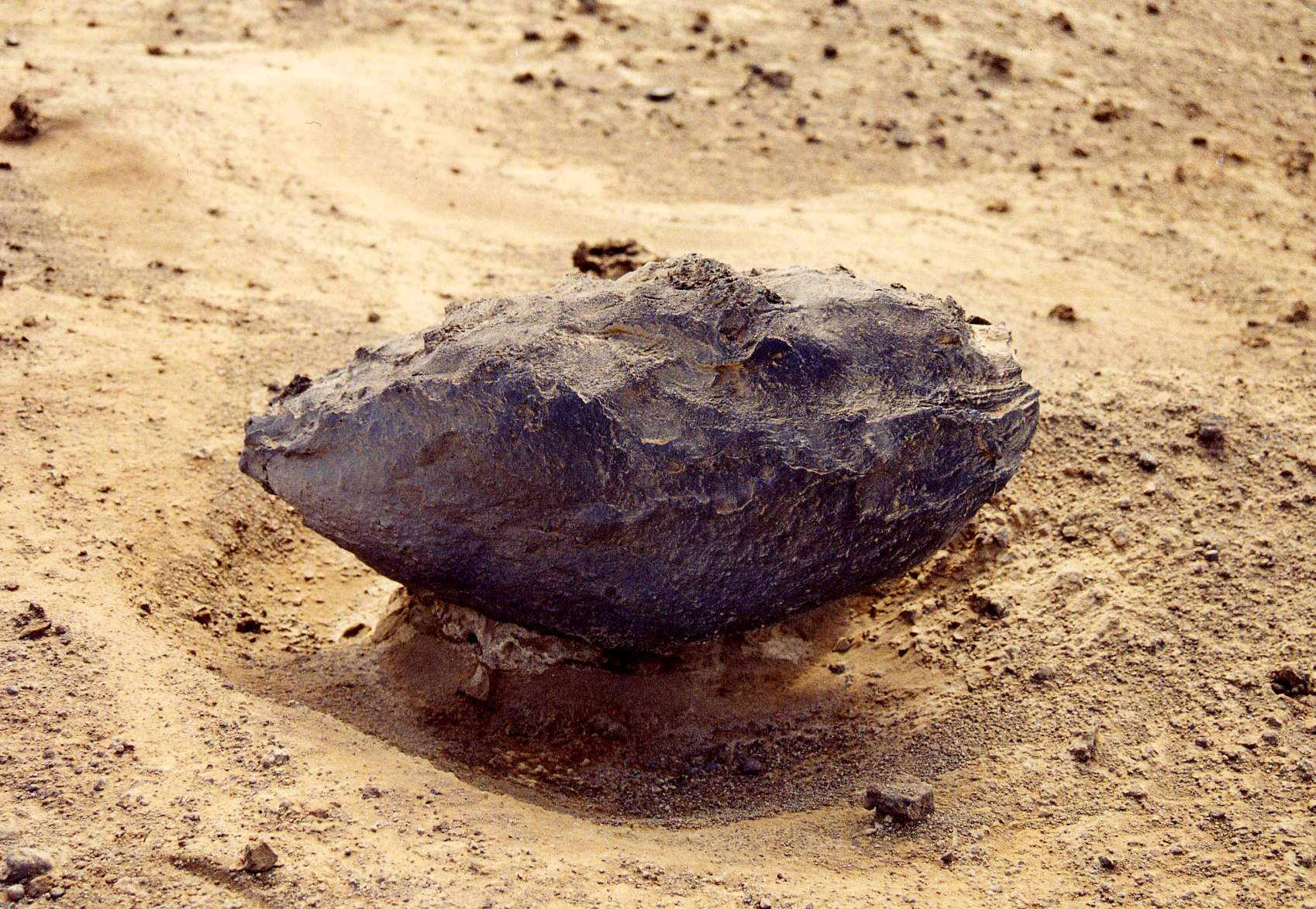
Vulkáni bomba

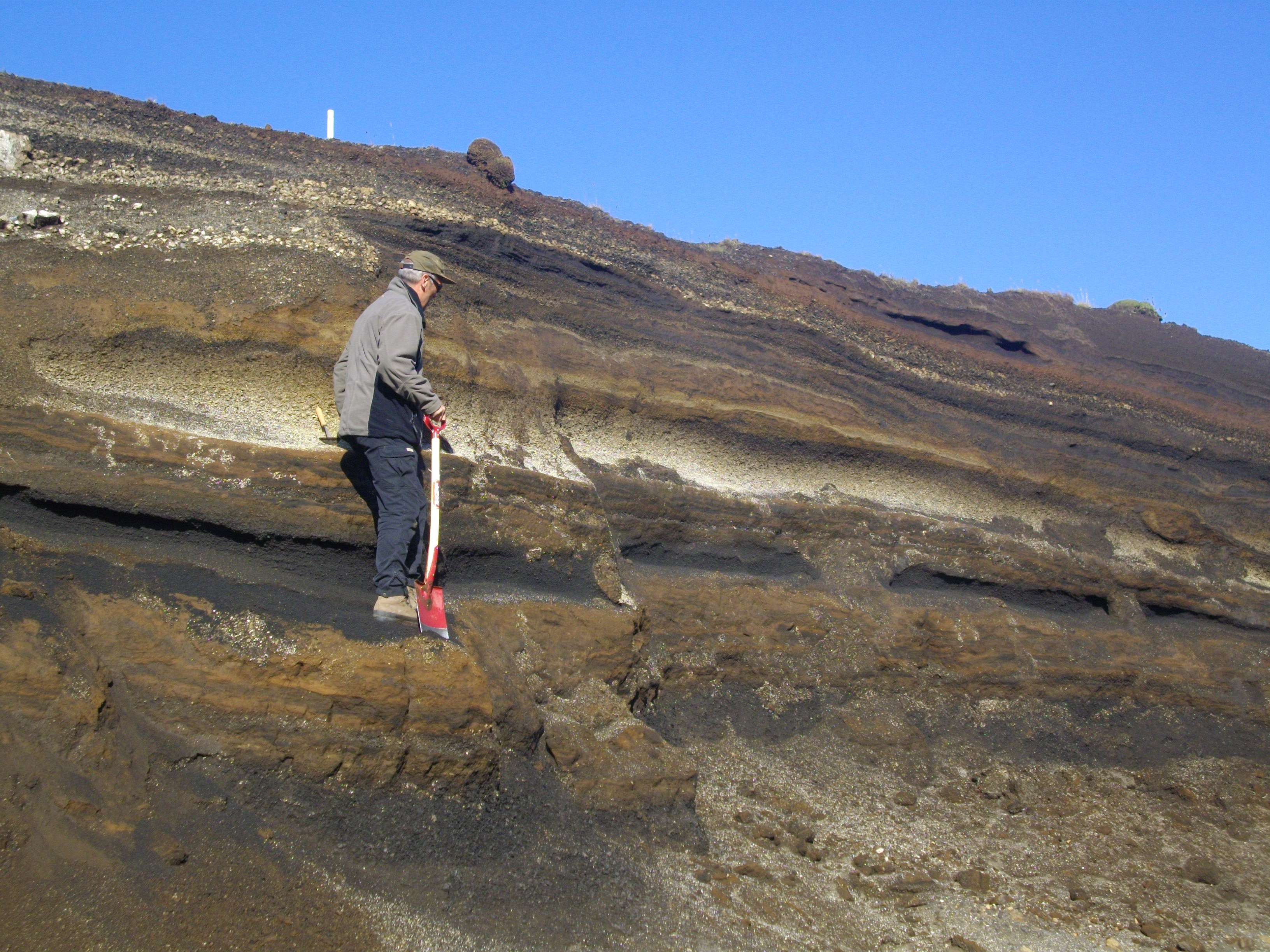
Tefra rétegek, Izland

A tefra a vulkánok által kilövellt mindenfajta szilárd törmelékanyag gyűjtőneve, s bázisostól savanyúig magában foglalja az összes kőzetfajtát. Nem konszolidált, laza piroklasztos üledék. Egy adott helyen a tefra különböző törmelékdarabok széles skáláját foglalhatja magában, amelyek elkülönítésére az alábbi kifejezéseket használhatjuk: 
- Vulkáni hamu – minden 2 mm-nél kisebb átmérőjű kőzetdarab. 
  - Durvaszemcsés hamu – mérete 2–1 mm.
  - Középszemcsés hamu – mérete 1–0,06 mm.
  - Finomszemcsés hamu – mérete 0,06 mm>.
- Lapilli – mérete 2-64 mm. 
  - Durvaszemcsés lapilli – mérete 16-64 mm.
  - Középszemcsés lapilli – mérete 16–4 mm.
  - Finomszemcsés lapilli – mérete 4–2 mm.
- Vulkáni bomba – a 64 milliméternél nagyobb átmérőjű darabok. 
  - Blokk (szögletes)
  - Bomba (kerekített)[2]

A geológiában piroklasztoknak is nevezik a robbanásos vulkáni működés során keletkező törmelékanyagból megszilárdult magmadarabokat, kőzettörmeléket vagy kristályt. Az ebből kialakult kőzetek gyűjtőneve piroklasztikus kőzetek. Ide tartozik az agglomerátum, tufa és tufit. 
A tefra szó görög eredetű, jelentése hamu. A piroklaszt szintén görög eredetű, a pyro (jelentése tűz) és klastos (jelentése széttört) szavak összetételéből keletkezett.